# Pat Symonds
Patrick Bruce Reith Symonds (Bedford, 11 giugno 1953) è un ingegnere inglese, per molti anni impegnato in Formula 1 con Toleman, Benetton, Renault, Marussia e Williams.

## La carriera

### I primi anni e l'approdo in Toleman
Dopo la Gresham's School a Holt, Symonds intraprese la carriera motoristica presso categorie minori, prima di giungere al team di Formula 1 Toleman nei primi anni ottanta del XX secolo. Il team mutò prima il nome in  Benetton, poi venne acquisito dalla Renault, ma Symonds mantenne sempre i suoi incarichi nell'ambito ingegneristico della scuderia.
Svolse la funzione di ingegnere-capo per molti piloti, tra i quali Alessandro Nannini e Teo Fabi; nel 1991 collaborò anche con la Reynard ma il progetto di Rory Byrne di sbarcare in F1 non andò a buon fine.
A metà degli anni novanta fu capo-ingegnere per Michael Schumacher prima di assumere la guida del reparto ricerca e sviluppo. Con l'uscita del pilota tedesco verso la Ferrari Symonds rimase nella Benetton, della quale divenne direttore tecnico dopo il passaggio di Ross Brawn alla scuderia di Maranello.
Con l'arrivo di  Mike Gascoyne nel 2001, Symonds fu promosso a direttore esecutivo del reparto motori, ruolo che mantenne con il passaggio di proprietà del team alla Renault.

### IlCrashgatee l'esclusione dalla F1
Il 30 agosto 2009, la FIA aprì un'inchiesta sull'incidente accaduto a Nelson Piquet Jr., durante il tredicesimo giro del Gran Premio di Singapore 2008. La televisione brasiliana Rede Globo sostenne che l'incidente era stato fittiziamente causato al fine di favorire la vittoria di Fernando Alonso.
La FIA convocò per il 21 settembre 2009 la Renault per esaminare il caso in questione. In seguito all'inchiesta della FIA in merito all'incidente la Renault comunicò, il 16 settembre 2009, che Pat Symonds, assieme a Flavio Briatore, avevano lasciato la scuderia.
Il Consiglio Mondiale della FIA decise la squalifica a vita dalle competizioni motoristiche per Briatore e una squalifica di 5 anni per Pat Symonds, inoltre il team Renault venne squalificato per due anni ma con la condizionale. Non vi furono condanne per i piloti.
Il 5 gennaio 2010 il Tribunal de grande instance di Parigi annullò la radiazione di Flavio Briatore, considerando come non regolare il procedimento istruito dalla FIA. La FIA dovrà inoltre versare a Briatore 15000 € a titolo di risarcimento del danno. Anche Pat Symonds è stato riabilitato dalla sentenza.
La FIA confermò comunque che la sua decisione sarebbe rimasta in vigore fino al termine di tutti i possibili appelli.

### Il ritorno
Nel 2011 ha accettato una consulenza dalla Virgin, portando la monoposto in galleria del vento (mai accaduto fino a quel momento) e introducendo dal G.P. di Turchia di quell'anno le prime rilevanti novità aerodinamiche.
Continuò la collaborazione col neo-nato team Marussia, progettando le vetture del team e ritornando nei paddock nel 2013..

### Williams F1
Nell'estate 2013 passò a ricoprire il ruolo di Chief Technical Officer alla Williams, andando a sostituire Mike Coughlan.
Rimase alla scuderia inglese fino a dicembre 2016.

### Sky Sports F1
Nel marzo 2017 è stato annunciato che Symonds si sarebbe unito al team Sky F1.

### Direttore tecnico della Formula 1
Da marzo 2017 Symonds ricopre il ruolo di Chief Technical Officer della Formula 1.